# Lijst van Eerste Kamerleden 2003-2007
Lijst van Eerste Kamerleden 2003-2007 geeft een overzicht van de leden van de Nederlandse Eerste Kamer in de periode tussen de verkiezingen van 2003 en de verkiezingen van 2007. De zittingsperiode van de Eerste Kamer ging in op 10 juni 2003 en eindigde op 11 juni 2007. 
De Eerste Kamer telde 75 leden, gekozen door de leden van Provinciale Staten. Eerste Kamerleden werden gekozen voor een termijn van vier jaar.
| Naam                                         | politieke partij                        | begindatum        | einddatum         | refs   |
| -------------------------------------------- | --------------------------------------- | ----------------- | ----------------- | ------ |
| Rob van de Beeten                            | Christen-Democratisch Appèl             | 10 juni 2003      | 11 juni 2007      | [ 1 ]  |
| Marie-Louise Bemelmans-Videc                 | Christen-Democratisch Appèl             | 10 juni 2003      | 11 juni 2007      | [ 2 ]  |
| Gert van den Berg                            | Staatkundig Gereformeerde Partij        | 10 juni 2003      | 11 juni 2007      | [ 3 ]  |
| Marbeth Bierman-Beukema toe Water            | Volkspartij voor Vrijheid en Democratie | 10 juni 2003      | 11 juni 2007      | [ 4 ]  |
| Ger Biermans                                 | Volkspartij voor Vrijheid en Democratie | 10 juni 2003      | 11 juni 2007      | [ 5 ]  |
| Nicoline van den Broek-Laman Trip            | Volkspartij voor Vrijheid en Democratie | 10 juni 2003      | 11 juni 2007      | [ 6 ]  |
| Ankie Broekers-Knol                          | Volkspartij voor Vrijheid en Democratie | 10 juni 2003      | 11 juni 2007      | [ 7 ]  |
| Lous Coppoolse                               | Christen-Democratisch Appèl             | 10 januari 2007   | 11 juni 2007      | [ 8 ]  |
| Thea van Dalen-Schiphorst                    | Christen-Democratisch Appèl             | 10 juni 2003      | 11 juni 2007      | [ 9 ]  |
| Dick Dees                                    | Volkspartij voor Vrijheid en Democratie | 10 juni 2003      | 11 juni 2007      | [ 10 ] |
| Huub Doek                                    | Christen-Democratisch Appèl             | 10 juni 2003      | 11 juni 2007      | [ 11 ] |
| Ton Doesburg                                 | Partij van de Arbeid                    | 30 september 2003 | 11 juni 2007      | [ 12 ] |
| Alfons Dölle                                 | Christen-Democratisch Appèl             | 10 juni 2003      | 11 juni 2007      | [ 13 ] |
| Simon van Driel                              | Partij van de Arbeid                    | 10 juni 2003      | 11 juni 2007      | [ 14 ] |
| Heleen Dupuis                                | Volkspartij voor Vrijheid en Democratie | 10 juni 2003      | 11 juni 2007      | [ 15 ] |
| Jean Eigeman                                 | Partij van de Arbeid                    | 10 juni 2003      | 11 juni 2007      | [ 16 ] |
| Hans Engels                                  | Democraten 66                           | 7 september 2004  | 11 juni 2007      | [ 17 ] |
| Peter Essers                                 | Christen-Democratisch Appèl             | 10 juni 2003      | 11 juni 2007      | [ 18 ] |
| Hans Franken                                 | Christen-Democratisch Appèl             | 28 september 2004 | 11 juni 2007      | [ 19 ] |
| Jos van Gennip                               | Christen-Democratisch Appèl             | 10 juni 2003      | 11 juni 2007      | [ 20 ] |
| Fred de Graaf                                | Volkspartij voor Vrijheid en Democratie | 10 juni 2003      | 11 juni 2007      | [ 21 ] |
| Jan de Graaf                                 | Christen-Democratisch Appèl             | 27 februari 2007  | 11 juni 2007      | [ 22 ] |
| Jan Hamel                                    | Partij van de Arbeid                    | 10 juni 2003      | 11 juni 2007      | [ 23 ] |
| Rob Hessing                                  | Lijst Pim Fortuyn                       | 10 juni 2003      | 11 juni 2007      | [ 24 ] |
| Jan van Heukelum                             | Volkspartij voor Vrijheid en Democratie | 10 juni 2003      | 11 juni 2007      | [ 25 ] |
| Willem Hoekzema                              | Volkspartij voor Vrijheid en Democratie | 10 juni 2003      | 11 juni 2007      | [ 26 ] |
| Henk ten Hoeve                               | Onafhankelijke Senaatsfractie           | 10 juni 2003      | 11 juni 2007      | [ 27 ] |
| Gerrit Holdijk                               | Staatkundig Gereformeerde Partij        | 10 juni 2003      | 11 juni 2007      | [ 28 ] |
| Erik Jurgens                                 | Partij van de Arbeid                    | 10 juni 2003      | 11 juni 2007      | [ 29 ] |
| Elsabe Kalsbeek-Schimmelpenninck van der Oye | Volkspartij voor Vrijheid en Democratie | 10 juni 2003      | 11 juni 2007      | [ 30 ] |
| Niek Ketting                                 | Volkspartij voor Vrijheid en Democratie | 10 juni 2003      | 11 juni 2007      | [ 31 ] |
| Ab Klink                                     | Christen-Democratisch Appèl             | 10 juni 2003      | 21 februari 2007  | [ 32 ] |
| Alis Koekkoek                                | Christen-Democratisch Appèl             | 10 juni 2003      | 18 april 2005     | [ 33 ] |
| Jacob Kohnstamm                              | Democraten 66                           | 10 juni 2003      | 7 september 2004  | [ 34 ] |
| Tiny Kox                                     | Socialistische Partij                   | 10 juni 2003      | 11 juni 2007      | [ 35 ] |
| Jos van der Lans                             | Groen Links                             | 10 juni 2003      | 11 juni 2007      | [ 36 ] |
| Raymond Leenders                             | Partij van de Arbeid                    | 10 juni 2003      | 8 september 2003  | [ 37 ] |
| Hannie van Leeuwen                           | Christen-Democratisch Appèl             | 10 juni 2003      | 11 juni 2007      | [ 38 ] |
| Frans Leijnse                                | Partij van de Arbeid                    | 4 november 2003   | 11 juni 2007      | [ 39 ] |
| Wolter Lemstra                               | Christen-Democratisch Appèl             | 10 juni 2003      | 11 juni 2007      | [ 40 ] |
| René van der Linden                          | Christen-Democratisch Appèl             | 10 juni 2003      | 11 juni 2007      | [ 41 ] |
| Marijke Linthorst                            | Partij van de Arbeid                    | 10 juni 2003      | 11 juni 2007      | [ 42 ] |
| Paul Luijten                                 | Volkspartij voor Vrijheid en Democratie | 10 juni 2003      | 11 juni 2007      | [ 43 ] |
| Trude Maas-de Brouwer                        | Partij van de Arbeid                    | 10 juni 2003      | 11 juni 2007      | [ 44 ] |
| Margriet Meindertsma                         | Partij van de Arbeid                    | 10 juni 2003      | 11 juni 2007      | [ 45 ] |
| Anja Meulenbelt                              | Socialistische Partij                   | 10 juni 2003      | 11 juni 2007      | [ 46 ] |
| Bert Middel                                  | Partij van de Arbeid                    | 10 juni 2003      | 11 juni 2007      | [ 47 ] |
| Eimert van Middelkoop                        | ChristenUnie                            | 10 juni 2003      | 21 februari 2007  | [ 48 ] |
| Goos Minderman                               | Groen Links                             | 31 oktober 2006   | 11 juni 2007      | [ 49 ] |
| Herma Nap-Borger                             | Christen-Democratisch Appèl             | 10 juni 2003      | 11 juni 2007      | [ 50 ] |
| Han Noten                                    | Partij van de Arbeid                    | 10 juni 2003      | 11 juni 2007      | [ 51 ] |
| Cees van den Oosten                          | Volkspartij voor Vrijheid en Democratie | 10 juni 2003      | 11 juni 2007      | [ 52 ] |
| Jan Pastoor                                  | Christen-Democratisch Appèl             | 10 juni 2003      | 11 juni 2007      | [ 53 ] |
| Leo Platvoet                                 | Groen Links                             | 10 juni 2003      | 11 juni 2007      | [ 54 ] |
| Sam Pormes                                   | Groen Links                             | 10 juni 2003      | 30 oktober 2006   | [ 55 ] |
| Henk Pruiksma                                | Christen-Democratisch Appèl             | 10 mei 2005       | 11 juni 2007      | [ 56 ] |
| Kim Putters                                  | Partij van de Arbeid                    | 10 juni 2003      | 11 juni 2007      | [ 57 ] |
| Ronald van Raak                              | Socialistische Partij                   | 10 juni 2003      | 29 november 2006  | [ 58 ] |
| Rudy Rabbinge                                | Partij van de Arbeid                    | 10 juni 2003      | 11 juni 2007      | [ 59 ] |
| Mirjam de Rijk                               | Groen Links                             | 10 juni 2003      | 12 oktober 2004   | [ 60 ] |
| Uri Rosenthal                                | Volkspartij voor Vrijheid en Democratie | 10 juni 2003      | 11 juni 2007      | [ 61 ] |
| Bob Ruers                                    | Socialistische Partij                   | 12 december 2006  | 11 juni 2007      | [ 62 ] |
| Paul Russell                                 | Christen-Democratisch Appèl             | 10 juni 2003      | 11 juni 2007      | [ 63 ] |
| Gerard Schouw                                | Democraten 66                           | 10 juni 2003      | 11 juni 2007      | [ 64 ] |
| Egbert Schuurman                             | ChristenUnie                            | 10 juni 2003      | 11 juni 2007      | [ 65 ] |
| Eddy Schuyer                                 | Democraten 66                           | 10 juni 2003      | 11 juni 2007      | [ 66 ] |
| Tineke Slagter-Roukema                       | Socialistische Partij                   | 10 juni 2003      | 11 juni 2007      | [ 67 ] |
| Marian Soutendijk-van Appeldoorn             | Christen-Democratisch Appèl             | 10 juni 2003      | 28 september 2004 | [ 68 ] |
| Johan Stekelenburg                           | Partij van de Arbeid                    | 10 juni 2003      | 22 september 2003 | [ 69 ] |
| Paula Swenker                                | Volkspartij voor Vrijheid en Democratie | 10 juni 2003      | 11 juni 2007      | [ 70 ] |
| Joyce Sylvester                              | Partij van de Arbeid                    | 10 juni 2003      | 11 juni 2007      | [ 71 ] |
| Ing Yoe Tan                                  | Partij van de Arbeid                    | 10 juni 2003      | 11 juni 2007      | [ 72 ] |
| Gerrit Terpstra                              | Christen-Democratisch Appèl             | 10 juni 2003      | 11 juni 2007      | [ 73 ] |
| Ed van Thijn                                 | Partij van de Arbeid                    | 10 juni 2003      | 11 juni 2007      | [ 74 ] |
| Tof Thissen                                  | Groen Links                             | 12 oktober 2004   | 11 juni 2007      | [ 75 ] |
| Yvonne Timmerman-Buck                        | Christen-Democratisch Appèl             | 10 juni 2003      | 11 juni 2007      | [ 76 ] |
| Ria Vedder-Wubben                            | Christen-Democratisch Appèl             | 10 juni 2003      | 11 juni 2007      | [ 77 ] |
| Jurn de Vries                                | ChristenUnie                            | 27 februari 2007  | 11 juni 2007      | [ 78 ] |
| Ed Wagemakers                                | Christen-Democratisch Appèl             | 10 juni 2003      | 11 juni 2007      | [ 79 ] |
| Kobus Walsma                                 | Christen-Democratisch Appèl             | 10 juni 2003      | 11 juni 2007      | [ 80 ] |
| Jos Werner                                   | Christen-Democratisch Appèl             | 10 juni 2003      | 11 juni 2007      | [ 81 ] |
| Mies Westerveld                              | Partij van de Arbeid                    | 10 juni 2003      | 11 juni 2007      | [ 82 ] |
| Agaath Witteman                              | Partij van de Arbeid                    | 10 juni 2003      | 11 juni 2007      | [ 83 ] |
| Willem Witteveen                             | Partij van de Arbeid                    | 10 juni 2003      | 11 juni 2007      | [ 84 ] |
| Henk Woldring                                | Christen-Democratisch Appèl             | 10 juni 2003      | 1 januari 2007    | [ 85 ] |
| Diana de Wolff                               | Groen Links                             | 10 juni 2003      | 11 juni 2007      | [ 86 ] |